# 岡崎市立六ツ美北部小学校
岡崎市立六ツ美北部小学校（おかざきしりつ むつみほくぶしょうがっこう）は愛知県岡崎市土井町にある公立小学校。

## 概要
1908年（明治41年）に創立した。

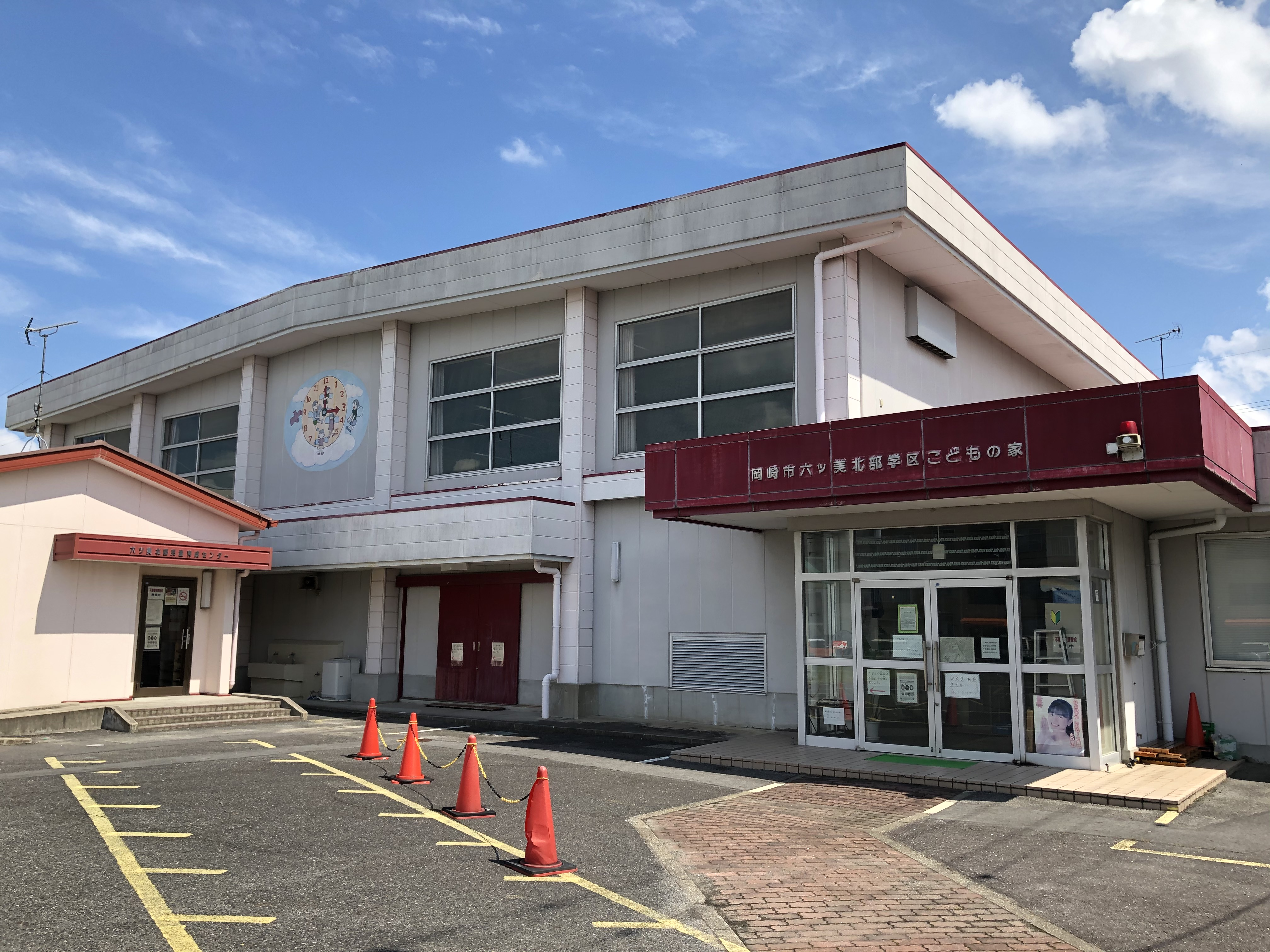
付近にある六ツ美北部学区こどもの家

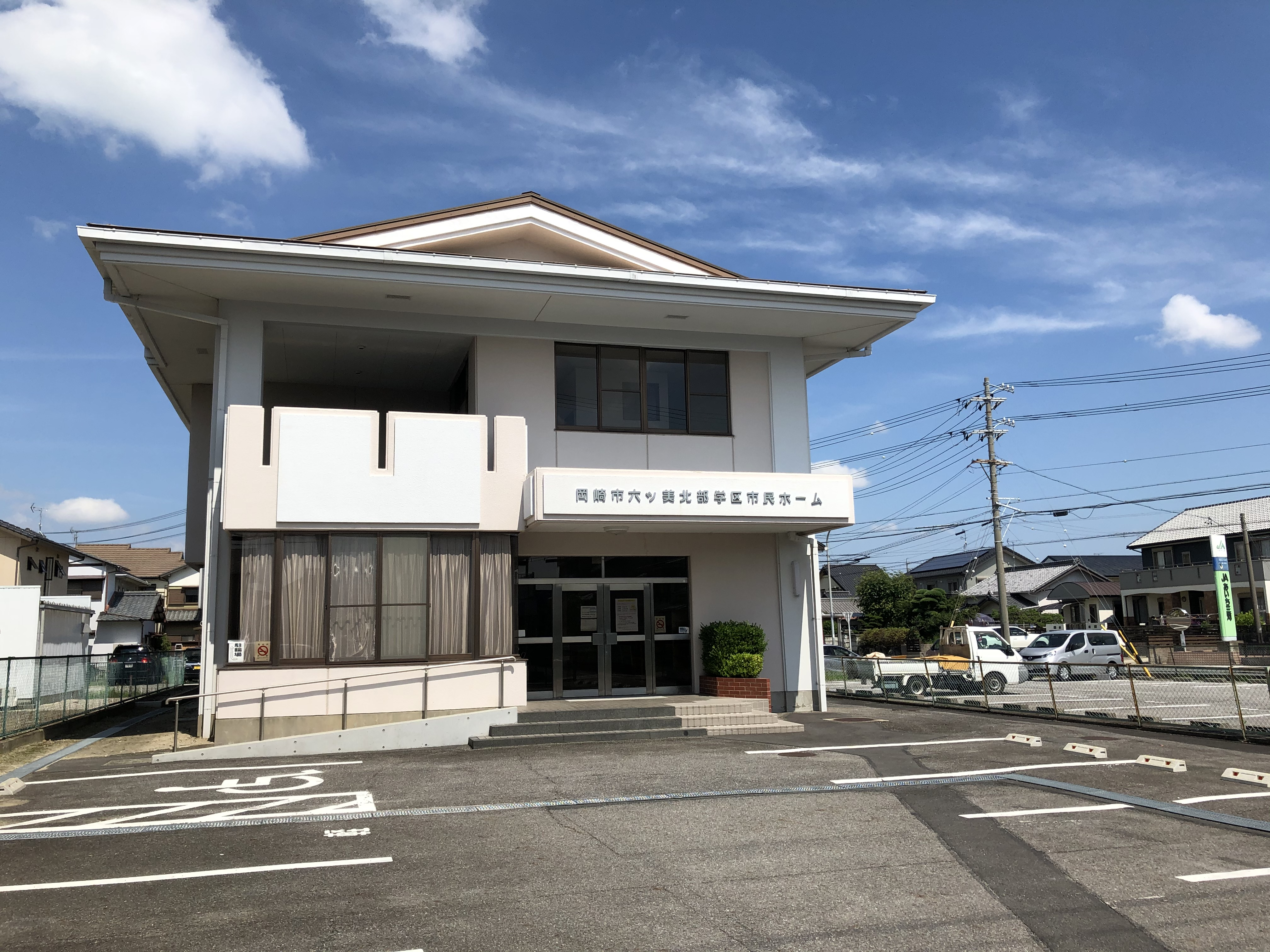
付近にある六ツ美北部学区市民ホーム

六ツ美西部小学校（全域）と城南小学校（上和田町のみ）とともに、岡崎市立六ツ美北中学校の学区を構成する。
| 調査日       | 児童数 | 通常学級 | 特別支援学級 |
| ------------ | ------ | -------- | ------------ |
| 2013年4月8日 | 724人  | 23       | 2            |
| 2019年5月1日 | 721人  | 20       | 3            |
| 2020年5月1日 | 717人  | 20       | 4            |
| 2021年5月1日 | 706人  | 21       | 3            |

## 学区
| 町名                                       | 進学先         |
| ------------------------------------------ | -------------- |
| 井内町、下和田町、土井町、野畑町、牧御堂町 | 六ツ美北中学校 |

## 沿革
- 1908年（明治41年） - 六ツ美第二尋常小学校として開校。
- 1947年（昭和22年） - 学校教育法の施行に伴い、六ツ美村立六ツ美北部小学校と改称。
- 1958年（昭和33年） - 六ツ美町立六ツ美北小学校と改称。
- 1962年（昭和37年） - 岡崎市立六ツ美北部小学校と改称。
- 1973年（昭和48年） - プール完工。
- 1977年（昭和52年） - 城南小学校と分離。
- 1997年（平成9年） - 六ツ美西部小学校と分離。

## 著名な出身者
- 出羽疾風龍二（大相撲力士）